# La Sicilia
La Sicilia es el periódico más extendido de Sicilia oriental y central, con sede en Catania, donde es publicado por la Domenico Sanfilippo Editore S.p.A., fue fundada en 1945.
Además de la capital del Etna, La Sicilia tiene oficinas editoriales en Messina, Palermo, Syracuse, Caltanissetta, Agrigento, Ragusa y oficinas de correspondencia en Trapani, Gela y Roma.

## Directores
- Delio Mariotti (1965-1969)
- Piero Pirri Ardizzone (1969-1971)
- Roberto Ciuni (1971-1976)
- Lino Rizzi (1976-1980)
- Fausto De Luca (1980-1982)
- Antonio Ardizzone (1982 - en cargo)

## Difusión
| Año  | Copias vendidas |
| ---- | --------------- |
| 2018 | 18 645          |
| 2017 | 18 967          |
| 2016 | 20 617          |
| 2015 | 19 846          |
| 2014 | 21 218          |
| 2013 | 27 258          |
| 2012 | 36 458          |
| 2011 | 51 288          |
| 2010 | 55 826          |
| 2009 | 59 901          |
| 2008 | 61 403          |
| 2007 | 61 019          |
| 2006 | 60 011          |
| 2005 | 60 831          |
| 2004 | 57 767          |
| 2003 | 60 222          |
| 2002 | 61 795          |
| 2001 | 63 074          |
| 2000 | 59 010          |
| 1999 | 51 959          |
| 1998 | 48 461          |